# Hermann Kasten (Heimatforscher)
Hermann Kasten (* 8. Juni 1866 in Pegelow, Kreis Saatzig; † im Juli 1946 in Potsdam) war ein deutscher Lehrer, Heimatkundler und Dichter. Er befasste sich mit der Kultur und Landeskunde Pommerns.
Kasten arbeitete als Schulrektor in Köslin. Er starb nach der Vertreibung im Juli 1946 auf einem Transport in Potsdam. 
Er veröffentlichte zwei heimatkundliche Werke: Seine „Pommersche Dichtung der Gegenwart“ erschien als Festgabe zur 33. Pommerschen Provinzial-Lehrerversammlung in Köslin. Gemeinsam mit Karl Müller gab er 1926 das Heimatbuch „Pommerland“ heraus. Das Heimatbuch erschien 1983 als Nachdruck mit einem Vorwort des pommerschen Heimatdichters Klaus Granzow. 
Ferner schrieb Kasten Gedichte. Er ist in der von Max Guhlke herausgegebenen Anthologie „Pommersche Lyrik“ (1913) vertreten, ebenso mit drei Gedichten in dem von Fritz Raeck zusammengestellten Band „Pommersche Literatur“ (1969).

## Schriften
- Pommersche Dichtung der Gegenwart. Verlag des Kösliner Lehrervereins, Köslin 1906.
- mit Karl Müller: Pommerland (= Brandstetters Heimatbücher deutscher Landschaften, Band. 23). Friedrich Brandstetter, Leipzig 1926 (Nachdruck: Weidlich, Frankfurt am Main 1983, ISBN 978-3-8035-1202-4).